# Patentnichtigkeitsprozess
Patentnichtigkeitsprozess ist ein Gerichtsverfahren, welches zur Nichtigerklärung eines Patents führen kann, § 22 Abs. 1 PatG. Das Patent kann auch teilweise für nichtig erklärt werden, § 22 Abs. 2 in Verbindung mit (i. V. m.) § 21 Abs. 2 Satz 1 PatG. Gemäß § 22 Abs. 2 i. V. m. § 21 Abs. 3 Satz 1 PatG "gelten die Wirkungen des Patents und der Anmeldung als von Anfang an nicht eingetreten". Wenn das Patent für nichtig erklärt wird, erfolgt dies somit  rückwirkend. Das Entsprechende gilt auch für eine (eventuelle) teilweise Nichtigerklärung, Satz 2 der vorgenannten Norm.

## Prozessrechtliche Besonderheiten

### Rechtsnatur
Der Patentnichtigkeitsprozess befasst sich mit der Überprüfung der Patenterteilung. Diese wurde von einer Verwaltungsbehörde, dem Deutschen Patent- und Markenamt (DPMA), verfügt und ist somit ein Verwaltungsakt. Der Patentnichtigkeitsprozess gleicht insoweit einem verwaltungsgerichtlichen Verfahren. Der entscheidende Unterschied zum Verwaltungsprozess besteht jedoch darin, dass der Patentnichtigkeitsprozess gemäß § 81 Abs. 1 Satz 1 PatG zwischen gleichberechtigten Personen des Zivilrechts, nämlich einem Kläger (dem so genannten Nichtigkeitskläger) und dem Inhaber des angegriffenen Patents, durchgeführt wird. Eine Mitwirkung der für den Verwaltungsakt, die Patenterteilung, eigentlich verantwortlichen Behörde, des DPMA, ist hierbei vom Gesetz nicht vorgesehen. So bestimmt § 99 Abs. 1 PatG auch folgerichtig, dass im Patentnichtigkeitsprozess "das Gerichtsverfassungsgesetz und die Zivilprozessordnung entsprechend anzuwenden" sind, "wenn die Besonderheiten des Verfahrens...dies nicht ausschließen". Der Patentnichtigkeitsprozess ist nach alledem seiner Rechtsnatur nach ein Zivilprozess.

### Einleitung und Entscheidung
Der Patentnichtigkeitsprozess wird durch Klage eingeleitet, § 81 Abs. 1 Satz 1 PatG. Diese ist gemäß Satz 2 der vorgenannten Vorschrift gegen den im Register als Patentinhaber Eingetragenen zu richten. Entschieden wird der Patentnichtigkeitsprozess durch Urteil, § 84 Abs. 1 Satz 1 PatG, wobei gemäß Satz 2 der vorgenannten Vorschrift über die Zulässigkeit der Klage durch Zwischenurteil vorab entschieden werden kann.

### Zuständigkeit
Für die Durchführung des Patentnichtigkeitsprozesses ist in erster Instanz das Bundespatentgericht (BPatG) zuständig, § 81 Abs. 4 PatG, wonach "die Klage" wegen Erklärung der (vollständigen oder teilweisen) Nichtigkeit "beim Patentgericht schriftlich zu erheben" ist. Die Zuständigkeit für die zweite und zugleich letzte Instanz liegt beim Bundesgerichtshof (BGH), § 110 Abs. 1 PatG. Nach dieser Vorschrift findet "gegen die Urteile der Nichtigkeitssenate des Patentgerichts...die Berufung an den Bundesgerichtshof statt".

### Subsidiarität (Nachrangigkeit)
Gemäß § 81 Abs. 2 PatG darf ein Patentnichtigkeitsprozess nicht stattfinden, solange gegen das Patent "ein Einspruch" (vgl. § 59PatG) "noch erhoben werden kann oder ein Einspruchsverfahren anhängig ist". Anderenfalls ist die Klage auf Erklärung der Nichtigkeit des Patents unzulässig. Der Patentnichtigkeitsprozess ist also subsidiär gegenüber einem (eventuellen) vorrangigen Einspruchsverfahren gegen das Patent.

### Klagebefugnis
Klagebefugt im Patentnichtigkeitsprozess ist grundsätzlich jedermann. Es handelt sich also insoweit um eine Popularklage. Eine Ausnahme bildet lediglich der Fall der so genannten widerrechtlichen Entnahme (= Diebstahl geistigen Eigentums). Hier ist nur der "Verletzte", d. h. insbesondere der Erfinder oder dessen Rechtsnachfolger, klagebefugt. Ein Recht auf das Patent haben nämlich gemäß § 6PatG (nur) der (bzw. die) Erfinder und dessen (deren) Rechtsnachfolger.

### Dispositionsmaxime (Verfügungsgrundsatz)
Die Parteien (Nichtigkeitskläger und Patentinhaber) haben insofern die Herrschaft über das Verfahren, als sich die Prüfung und Entscheidung im Patentnichtigkeitsprozess im Rahmen der gestellten Anträge halten muss. Gemäß § 99PatG i. V. m. § 308ZPO darf ein Patent grundsätzlich nicht über den vom Kläger beantragten Umfang hinaus für nichtig erklärt werden. Daraus folgt auch, dass der Patentnichtigkeitsprozess endet, wenn der Nichtigkeitskläger die Klage (bzw. eine von ihm gegen ein abweisendes Urteil eingelegte Berufung) zurücknimmt. Es darf in diesem Fall also nicht zu einer Nichtigerklärung des Patents durch das Gericht kommen.

### Untersuchungsgrundsatz
Im Patentnichtigkeitsprozess gilt – anders als im "normalen" Zivilprozess – der Untersuchungsgrundsatz des § 87 Abs. 1 PatG, wonach das Gericht den Sachverhalt von Amts wegen erforscht und insoweit nicht an das Vorbringen und die Beweisanträge der Parteien gebunden ist. Allerdings bezieht sich § 87 Abs. 1 PatG nur auf das Problem, wie der für die Gerichtsentscheidung erhebliche Sachverhalt ermittelt werden muss, nicht aber auf die Fragen der Prozessgestaltung und der Disposition über das Verfahren an sich oder dessen Gegenstand. Im Gegensatz zu dem im "normalen" Zivilprozess geltenden Verhandlungsgrundsatz bleibt es also im Patentnichtigkeitsprozess den Parteien nicht überlassen, welchen Sachverhalt sie dem Gericht zur Urteilsfindung präsentieren wollen. Deshalb ist es im Patentnichtigkeitsprozess dem Beklagten (Patentinhaber) nicht möglich, durch ein Anerkenntnis im Sinne von (i. S. v.) § 307ZPO bezüglich des vom Kläger vorgebrachten Sachverhalts das Gericht dazu zu veranlassen, ohne weitere Sachprüfung der Klage stattzugeben.

## Materiellrechtliche Grundlagen
Der Patentnichtigkeitsprozess führt dann zur (vollständigen oder teilweisen) Nichtigerklärung des Patents, wenn mindestens einer der gesetzlichen Nichtigkeitsgründe (siehe unten) gegeben ist. Erforderlich ist außerdem ein ausdrücklich auf Erklärung der Nichtigkeit bzw. teilweisen Nichtigkeit des zu bezeichnenden Patents gerichteter Antrag des Klägers (Klageantrag), § 81 Abs. 5 Satz 1 PatG.

### Mangelnde Patentfähigkeit
Das Patent wird für nichtig erklärt, wenn es nicht patentfähig ist, § 22 Abs. 1 i. V. m. § 21 Abs. 1 Nr. 1 PatG. Das ist dann der Fall, wenn mindestens eine der in den §§ 1 bis 5 PatG angegebenen Voraussetzungen für den Patentschutz nicht erfüllt ist.

#### Keine Erfindung
Gemäß § 1 Abs. 1 PatG ist Patentfähigkeit nicht gegeben, wenn es sich beim Gegenstand des Patents nicht um eine Erfindung handelt. Eine Legaldefinition des Begriffs "Erfindung" existiert nicht, wohl weil es trotz vielfältiger Bemühungen von Rechtsprechung und Literatur bisher nicht gelungen ist, eine in allen Aspekten unangreifbare Fixierung des Begriffs der Erfindung zu schaffen. Eine dem Wesen der Erfindung recht nahe kommende, von Bruchhausen in enger Anlehnung an Lindenmeier konzipierte Definition lautet wie folgt: "Eine Erfindung ist eine Anweisung zur Benutzung von Kräften oder Stoffen der Natur mit dem beliebig wiederholbaren Erfolg eines unmittelbar verwertbaren Ergebnisses, das nicht zum bisherigen Stande der Technik gehört und im Rahmen des durchschnittlichen Fachkönnens nicht zu erwarten war". Eine (nicht abschließende) Aufzählung dessen, was keine Erfindung ist, enthält § 1 Abs. 3 PatG.

#### Nichtneuheit
Der Patentgegenstand ist nicht patentfähig, wenn die Erfindung nicht neu ist, § 1 Abs. 1 Satz 1 2. Halbsatz (HS) PatG. Gemäß § 3 Abs. 1 Satz 1 PatG "gilt" eine Erfindung als neu, "wenn sie nicht zum Stand der Technik gehört". In Umkehrung dieser Regel ist somit Nichtneuheit gegeben, wenn die Erfindung zum Stand der Technik gehört. Nach § 3 Abs. 1 Satz 2 PatG umfasst der Stand der Technik "alle Kenntnisse, die vor dem für den Zeitrang der Anmeldung maßgeblichen Tag durch schriftliche oder mündliche Beschreibung, durch Benutzung oder in sonstiger Weise der Öffentlichkeit zugänglich gemacht worden sind". Weitere Details, den Stand der Technik i. S. v. § 3 Abs. 1 Satz 1 PatG betreffend, sind Abs. 2 ff von § 3 zu entnehmen.

#### Nichtberuhen auf einer erfinderischen Tätigkeit (keine Erfindungshöhe)
Die Patentfähigkeit ist des Weiteren ausgeschlossen, wenn die Erfindung nicht auf einer erfinderischen Tätigkeit beruht (keine "Erfindungshöhe" aufweist), § 1 Abs. 1 Satz 1 3. HS PatG. In Umkehrung der Legaldefinition von § 4Satz 1 PatG ist "eine Erfindung" nicht "auf einer erfinderischen Tätigkeit beruhend, wenn sie sich für den Fachmann... in naheliegender Weise aus dem Stand der Technik ergibt".

#### Gewerbliche Nichtanwendbarkeit
Ferner ist Patentfähigkeit nicht gegeben, wenn die Erfindung nicht gewerblich anwendbar ist, Umkehrschluss aus § 1 Abs. 1 Satz 1 4. HS PatG. Eine Erfindung gilt als nicht "gewerblich anwendbar, wenn ihr Gegenstand auf" keinem "gewerblichen Gebiet einschließlich der Landwirtschaft hergestellt oder benutzt werden kann", Umkehrschluss aus  § 5PatG.

#### Verstoß gegen die guten Sitten
Die Patentfähigkeit ist auch dann ausgeschlossen, wenn die "gewerbliche Verwertung" der Erfindung "gegen die öffentliche Ordnung oder die guten Sitten verstoßen würde...", § 2 Abs. 1 1. HS PatG, wobei allerdings "ein solcher Verstoß...nicht allein aus der Tatsache hergeleitet werden" kann, "dass die Verwertung durch Gesetz oder Verwaltungsvorschrift verboten ist", 2. HS der vorgenannten Norm. Abs. 2 der in Rede stehenden Norm schlussendlich enthält einen (nicht abschließenden) Katalog weiterer Ausnahmen, bei denen Erfindungen trotz an sich erfüllter Patentierbarkeitskriterien die Patentfähigkeit versagt werden muss.

### Mangelnde Offenbarung
Das Patent wird für nichtig erklärt, wenn es die Erfindung nicht so deutlich und vollständig offenbart, dass ein Fachmann sie ausführen kann, § 22 Abs. 1 i. V. m. § 21 Abs. 1 Nr. 2 PatG.

### Unzulässige Erweiterung
Gemäß § 22 Abs. 1 1. Alt. i. V. m. § 21 Abs. 1 Nr. 4 PatG wird des Weiteren das Patent für nichtig erklärt, wenn "der Gegenstand des Patents über den Inhalt der Anmeldung in der Fassung hinausgeht, in der sie bei der für die Einreichung der Anmeldung zuständigen Behörde ursprünglich eingereicht worden ist; das Gleiche gilt, wenn das Patent auf einer Teilanmeldung oder einer nach § 7 Abs. 2 PatG eingereichten neuen Anmeldung beruht und der Gegenstand des Patents über den Inhalt der früheren Anmeldung in der Fassung hinausgeht, in der sie bei der für die Einreichung der früheren Anmeldung zuständigen Behörde ursprünglich eingereicht worden ist". Zur Feststellung einer unzulässigen Erweiterung i. S. v. § 21 Abs. 1 Nr. 4 PatG ist der Gegenstand des erteilten Patents, d. h. die durch die Patentansprüche definierte, gegebenenfalls mit Hilfe von Beschreibung und Zeichnung auszulegende Lehre, mit dem Gesamtinhalt der ursprünglichen Anmeldungsunterlagen zu vergleichen. Demgemäß kann z. B. eine Erweiterung der Patentansprüche gegenüber der ursprünglichen Fassung derselben im Rahmen des § 21 Abs. 1 Nr. 4 PatG noch zulässig sein.

### Erweiterung des Schutzbereichs
Eine Nichtigerklärung des Patents erfolgt ferner dann, wenn "der Schutzbereich des Patents erweitert worden ist", § 22 Abs. 1 2. Alternative (Alt.) PatG. Vordergründig könnte man die "unzulässige Erweiterung" i. S. v. § 22 Abs. 1 1. Alt. i. V. m. § 21 Abs. 1 Nr. 4 PatG und die "Erweiterung des Schutzbereichs" nach § 22 Abs. 1 2. Alt. PatG für ein und denselben Nichtigkeitsgrund halten. Jedoch trägt die Vorschrift des § 22 Abs. 1 2. Alt. PatG dem Umstand Rechnung, dass sich der Schutzumfang eines bereits erteilten Patents nachträglich noch erweitert haben kann, nämlich in einem (nach Patenterteilung durchgeführten) Einspruchsverfahren. Der Gesetzgeber ging bei der Schaffung des § 22 Abs. 1 2. Alt. PatG davon aus, dass eine Erweiterung nach Patenterteilung dann nicht bereits unter den Nichtigkeitsgrund "unzulässige Erweiterung" nach § 22 Abs. 1 1. Alt. i. V. m. § 21 Abs. 1 Nr. 4 PatG fällt, wenn sie noch im Rahmen der ursprünglichen Offenbarung der Patentanmeldung liegt.

### Widerrechtliche Entnahme
Gemäß § 22 Abs. 1 i. V. m. § 21 Abs. 1 Nr. 3 PatG schließlich wird das Patent auch dann für nichtig erklärt, wenn "der wesentliche Inhalt des Patents den Beschreibungen, Zeichnungen, Modellen, Gerätschaften oder Einrichtungen eines anderen oder einem von diesem angewendeten Verfahren ohne dessen Einwilligung entnommen worden ist (widerrechtliche Entnahme)". Es handelt sich hier um einen Fall des Diebstahls geistigen Eigentums, zu dessen Geltendmachung nicht jedermann, sondern ausschließlich der "Verletzte" (Erfinder oder dessen Rechtsnachfolger) antragsberechtigt und damit klagebefugt ist, § 81 Abs. 3 PatG.